# Гемпширская свинья

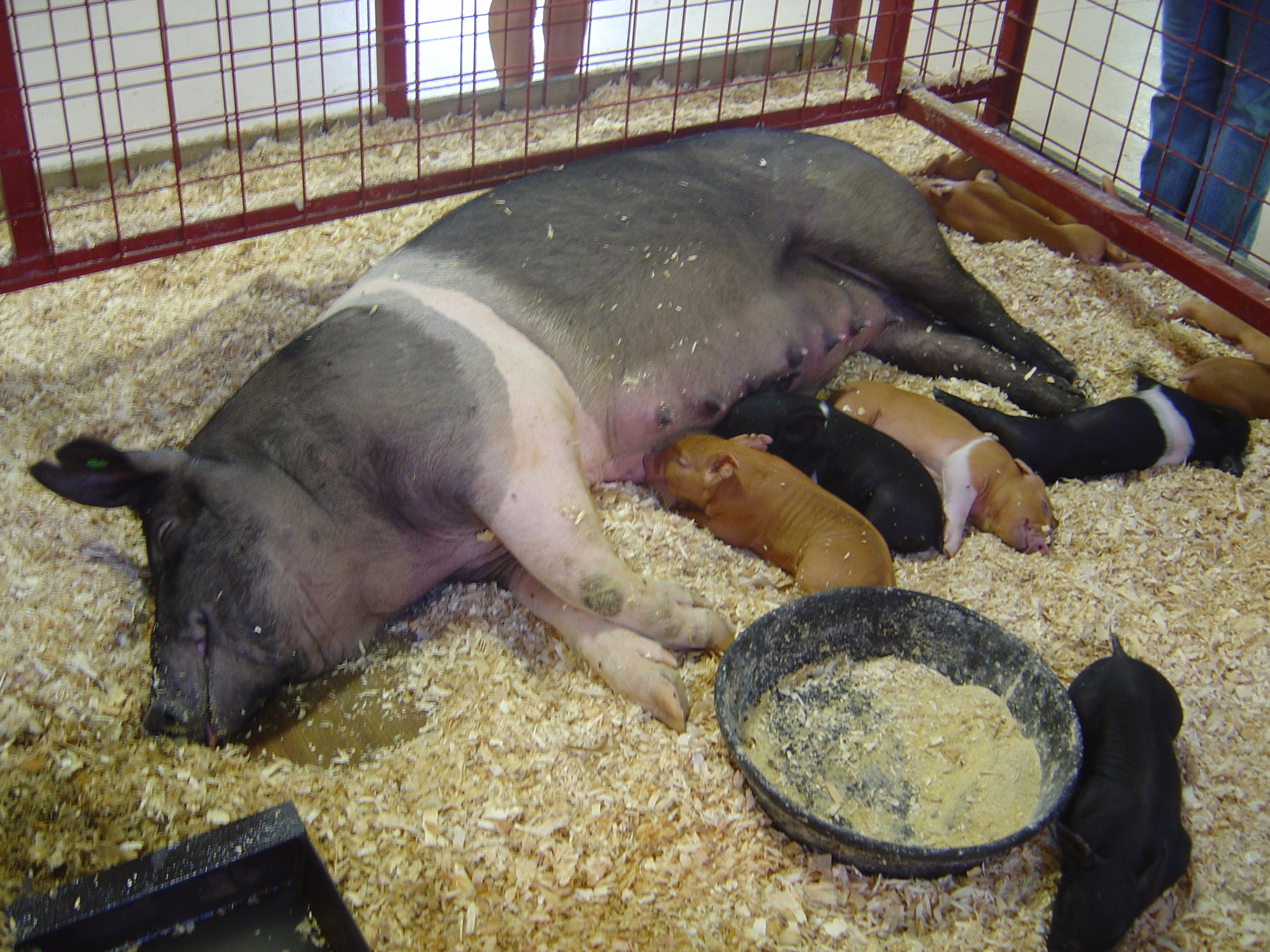

Гэмпширская свинья — порода домашних свиней, характеризующаяся стоячими ушами, чёрной мастью с белым пояском, идущим через лопатки и передние конечности.
Гемпширская свинья родом из южной Шотландии и северной Англии, где она когда-то была известна как «старая английская порода». Это мясная порода средних размеров, средних сроков созревания, очень хорошо акклиматизируется. Импортировалась во множество европейских стран. Свиньи этой породы поначалу растут медленно, а затем до 8 месяцев быстро набирают массу. С точки зрения материнских качеств, Гэмпшир менее эффективен. Свиноматки не очень плодовиты, обычно 7-8 поросят на помет. С другой стороны, они известны своим долголетием.